# Futymówka
Futymówka – część  miasta Józefowa w Polsce, położona w województwie lubelskim, w powiecie biłgorajskim, w gminie Józefów.
Stanowi najdalej na zachód wysuniętą część Józefowa w okolicy ulicy Romanowskiego, nad rzeką Niepryszką.
W latach 1975–1998 miejscowość administracyjnie należała do województwa zamojskiego.